# Пеков, Игорь Викторович
Игорь Викторович Пеков — российский минералог, кристаллохимик и геохимик. Профессор МГУ и РАН, лауреат премии имени Е. С. Фёдорова РАН (2015), член-корреспондент РАН (2016).

## Биография
Родился 16 марта 1967 года в Москве.
В 1989 году окончил геологический факультет МГУ по специальности геолог-геохимик (специализация — минералогия).
C 1989 года работает на кафедре минералогии геологического факультета МГУ. С 2015 года — главный научный сотрудник.
В 1997 году защитил кандидатскую диссертацию по теме «Минералогия редкоземельных элементов в высокощелочных пегматитах и гидротермалитах (на примере Хибинского, Ловозерского и Илимаусакского массивов)».
C 2000 года, одновременно, работает в Лаборатории геохимии щелочных пород ГЕОХИ РАН.
В 2005 году защитил докторскую диссертацию по теме «Генетическая минералогия и кристаллохимия редких элементов в высокощелочных постмагматических системах».
В 2012 году ему присвоено ученое звание профессора по специальности «минералогия, кристаллография». Профессор РАН.
28 октября 2016 года избран членом-корреспондентом РАН по Отделению наук о Земле, секция геологии, геофизики, геохимии и горных наук.
С 2017 года работает ведущим научным сотрудником Минералогического Музея им. А. Е. Ферсмана РАН (по совместительству)

## Научная работа
Специалист в областях минералогии и геохимии щелочных постмагматических систем, гранитных пегматитов, эксгаляционной поствулканической формации и зоны гипергенеза халькогенидных месторождений, а также минералогии, геохимии и кристаллохимии редких элементов, кристаллохимии и свойств цеолитоподобных минералов и синтетических соединений, минералогического материаловедения, истории минералогии. Основные работы связаны с изучением комплексов щелочных пород и гранитных пегматитов Кольского полуострова, Среднего и Южного Урала, Гренландии, Канады, Германии, фумарольных полей активных вулканов Камчатки, зоны окисления рудных месторождений Алтая, Кавказа, Урала, Греции, Чили, а также с экспериментальным исследованием новых цеолитоподобных материалов на основе силикатов с гетерополиэдрическими каркасными и слоистыми структурами.
На 2016 год им открыто и детально изучено 202 новых минерала, из которых для 122 он ведущий автор (оба этих показателя — рекордные за всю историю мировой минералогии).
Среди этих минералов — представители 38 новых структурных типов, а некоторые минеральные виды уникальны и заставляют пересмотреть ряд существовавших ранее геохимических и кристаллохимических представлений. К таким относятся:
- паутовит — цезиевый сульфид
- нивеоланит — бериллиевый карбонат цеолитного строения
- экплексит, каскасит и манганокаскасит — новое семейство слоистых гидроксидо-сульфидов ниобия и молибдена
- катиарсит, арсенатротитанит — арсенаты титана
- магнезиотанталит — танталат магния
- генплесит — сульфат олова
- хризоталлит — хлорид с трехвалентным таллием
- чесноковит — ортосиликат с двумя гидроксильными вершинами у каждого Si-тетраэдра
- широкшинит — слюда с натрием в октаэдрическом слое.

На основе минералогических данных И. В. Пековым разработаны новые аспекты геохимии концентрированного состояния и генетической кристаллохимии для ряда редких элементов (Rb, Cs, I, Be, Nb, Zr, REE), As, Cu, Zn, а также для распространенных элементов, находящихся в нетипичных для них формах (щелочные металлы и водород в халькогенидах, (C2O4)2-, (SO3)2-).
Внёс существенный вклад в общую, структурную и генетическую минералогию цеолитоподобных силикатов со смешанными октаэдрически-тетраэдрическими каркасами — нового типа минерального сырья и прототипов высокоселективных микропористых материалов с широким спектром ионообменных, ситовых, сорбционных и каталитических свойств. Комплексные исследования большой группы алюмо-, цирконо-, титано- и ниобосиликатов привели, с одной стороны, к установлению важнейшей роли ионного обмена при постмагматическом минералогенезе в агпаитовых комплексах и к созданию новой минералого-геохимической и генетической концепции развития поздних процессов в массивах щелочной формации, а с другой — к разработке научной базы для синтеза, направленного химико-структурного активирования и многоцелевого использования нового класса перспективных технологических материалов.
На 2018 год опубликовал более 700 научных работ, среди которых 8 монографий и 360 статей в российских и международных журналах по минералогии, геохимии, кристаллографии и химии.
Входит в редакционную коллегию нескольких журналов:
- Записки Российского минералогического общества
- Минералогия
- Минералогический альманах
- Новые данные о минералах.

## Членство в организациях
- C 1993 — Российское минералогическое общество[6]
- 2007—2011 — Медальная комиссия Международной минералогической ассоциации
- Диссертационый совет Д 501.002.06 при Геологическом факультете МГУ
- Учёный совет Минералогического музея имени А. Е. Ферсмана РАН
- Экспертный совет по наукам о Земле ВАК.

## Награды и почетные звания
- 1999 — Почётный отзыв Всероссийского минералогического общества за лучшую российскую монографию в области минералогии, опубликованную в 1998 году.
- 2003 — Лауреат премии МГУ им. И. И. Шувалова за цикл работ «Минералогия щелочных пегматитов»[7].
- 2015 — Премия имени Е. С. Фёдорова РАН за цикл работ «Кристаллохимия новых минералов через 100 лет после работ Е. С. Фёдорова».
- 2015 — Профессор РАН.
- 2017 — Медаль имени А. Е. Ферсмана «За заслуги в геологии», Российское геологическое общество.
- 2024 — Благодарность Президента Российской Федерации (5 февраля 2024 года) — за заслуги в развитии отечественной науки, многолетнюю плодотворную деятельность и в связи с 300-летием со дня основания Российской академии наук[8].

## Признание
В честь И. В. Пекова в 2004 году был назван минерал пековит — стронциевый представитель группы данбурита (SrB2Si2O8).